# Arcus plantaris profundus

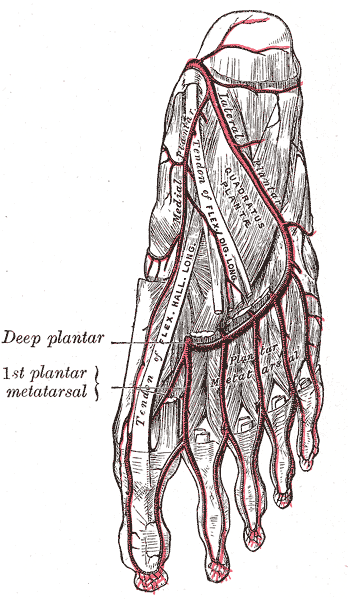
Fußsohlenarterien des Menschen

Der Arcus plantaris profundus („tiefer Fußsohlenbogen“) ist eine bogenförmige Anastomose im Bereich der Fußsohle.

## Mensch
Der tiefe Fußsohlenbogen des Menschen liegt unter der tiefen Faszie (Fascia profunda) und wird größtenteils vom seitlichen Kopf (Caput laterale) des Musculus flexor hallucis brevis bedeckt. Der Hauptzufluss ist der Ramus plantaris profundus der Arteria dorsalis pedis. Am fünften Mittelfußknochen mündet darüber hinaus noch die Arteria plantaris lateralis ein, am ersten Mittelfußknochen der Ramus profundus der Arteria plantaris medialis ein.
Nach proximal entlässt der tiefe Fußsohlenbogen Äste an die Knochen, Muskeln und Gelenke des Sprunggelenks. Nach distal entspringen ihm die vier Arteriae metatarseae plantares, die die gesamte Fußsohlenseite des Fußes sowie die Fußrückensseite des zweiten und dritten Zehenglieds der zweiten bis vierten Zehe versorgen. Zudem gehen aus dem tiefen Fußsohlenbogen die Arteriae perforantes proximales ab, die diesen mit den Arteriae metatarseae dorsales verbinden.